# Tacarcunatandvaktel
Tacarcunatandvaktel (Odontophorus dialeucos) är en fågel i familjen tofsvaktlar inom ordningen hönsfåglar.

## Utseende och läten
Tacarcunatandvakteln är en rundlagd och brunvit, skogslevande hönsfågel med en kroppsläng på 24 cm. Ovansidan är svartmarmorerat brun, på nacken mer beigefärgad. På huvudet syns vitprickig och svart hjässa och tofs samt vitt ögonbrynsstreck. Undertill är den vit på strupe och bröst, med ett svart band över nedre delen av strupen. Resten av undersidan är svartfläckat beigebrun. Lätet består liksom andra tandvaktlar av låga och snabba ljud.

## Utbredning och systematik
Fågeln förekommer i östligaste Panama och angränsande nordvästra Colombia (Chocó). Den behandlas som monotypisk, det vill säga att den inte delas in i några underarter.

## Status
Arten har ett mycket begränsad utbredningsområde och världspopulationen uppskattas till endast 1400 vuxna individer. Beståndet tros dock vara stabilt. Internationella naturvårdsunionen IUCN kategoriserar därför tacarcunatandvakteln som livskraftig. 